# Pinara divisa
Pinara divisa là một loài bướm đêm thuộc họ Lasiocampidae. Nó được tìm thấy ở đông nam quarter của Úc.
Sải cánh dài khoảng 40 mm.
Ấu trùng ăn các loài Eucalyptus.

## Hình ảnh

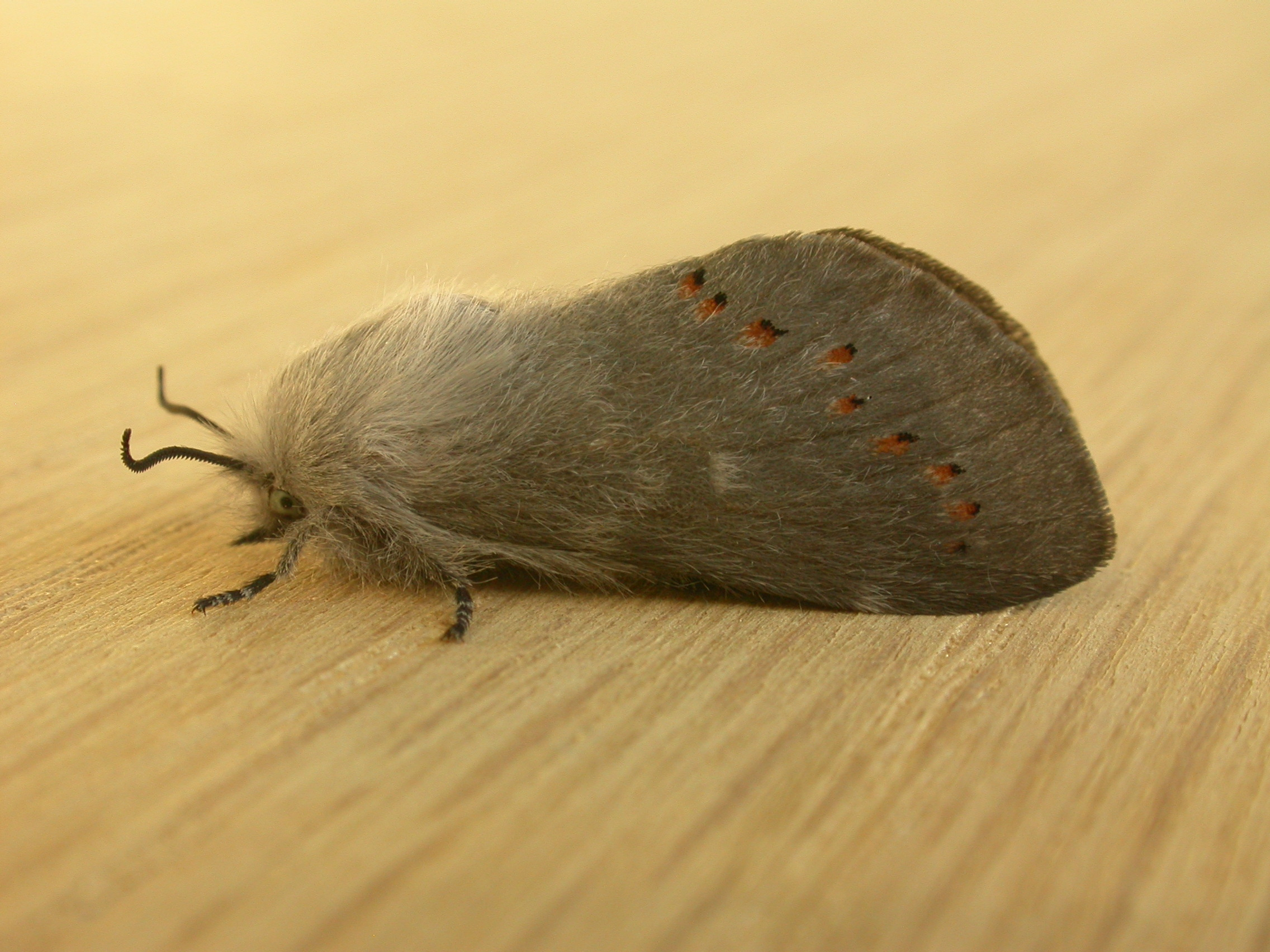